# Karel XV.
Karel XV. Ludvík Evžen (3. května 1826, Stockholm – 18. září 1872, Malmö) byl třetí švédský a norský král (jako Karel IV.) z francouzského rodu Bernadotte.

## Biografie

### Původ a mládí
Narodil se jako nejstarší syn z manželství krále Oskara I. s Josefínou Beauharnaisovou. Měl tři bratry a jednu sestru. Josephine chtěla pro své děti nejlepší vzdělání, proto zajistila, aby se Karlovým učitelem stal filozof a profesor univerzity v Uppsale Christopher Jacob či z Norska pocházející Otto Aubert. Především Aubert seznámil Karla s mnoha vědními disciplínami, především s filozofií Schlegela.

### Vláda
Roku 1856 se stal vicekrálem v Norsku. Vlády v obou zemích se ujal po otcově smrti v roce 1859, i když ještě jako korunní princ fakticky vládl jako regent již od 25. září 1857, kdy Oskar I. těžce onemocněl.
V mládí byl stoupencem idey spojené Skandinávie – na způsob dřívější Kalmarské unie – a po převzetí vlády se k této myšlence vrátil. V konfliktu Dánska s Německem o šlesvické hranice přislíbil Dánsku podporu, když však došlo v roce 1864 k válce o Šlesvicko-Holštýnsko, byl parlamentem přehlasován. Za jeho vlády byl v letech 1865/1866 přebudován starý říšský sněm.
Karel byl veselé a extravagantní povahy, měl umělecké nadání. Jeho schopnost prosadit se nebyla valná, v neposlední řadě proto, že se jeho zájmy rychle měnily a střídaly. Určující postavou švédské politiky té doby byl premiér Louis De Geer.
Byl populárním a liberálním monarchou. Jeho hlavním cílem byla reforma ústavy.

### Manželství a potomci
19. června roku 1851 se oženil s nizozemskou princeznou Luisou Oranžsko-Nassavskou (1828–1871), vnučkou nizozemského krále Viléma I. a jeho první manželky Vilemíny Pruské. Důvodem sňatku bylo zřejmě především velké věno nevěsty; to ovšem nakonec tak velké nebylo. Navíc korunní princ prý považoval Luisu za nepřitažlivou a začínal si postranní románky.
Z manželství se narodily dvě děti, dcera a syn, který však jako jednoroční zemřel:
- Luisa (31. října 1851 – 20. března 1926), ⚭ 1868 Frederik VIII. (3. června 1843 – 14. května 1912), dánský král od roku 1906
  - měli 4 syny a 4 dcery, mezi nimi Kristián X. Dánský a Haakon VII. Norský
- Karel Oskar (14. prosince 1852 – 13. března 1854), vévoda ze Södermanlandu

### Smrt, nástupce, odkaz
Počátkem roku 1871 král vážně onemocněl, přitížilo mu zřejmě i úmrtí jeho manželky Luisy (30. března). Po odpočinkové cestě do Cách žil Karel nějakou dobu v paláci Ulriksdal poblíž Stockholmu, odkud přesídlil do Malmö. Zde 18. září roku 1872 zemřel na tuberkulózu. Pochován byl v kostele v Riddarholmen ve Stockholmu.
Protože neměl přeživšího mužského následníka, usedl po něm na švédský a norský trůn jeho mladší bratr Oscar Fredrik jako Oskar II. Syn jeho dcery Luisy, tedy jeho vnuk, se nicméně stal právě po Oskarovi prvním norským králem po znovuobnovení nezávislosti Norska, a to roku 1905 pod jménem Haakon VII. Karlovi potomci v dalších generacích se také dostali na trůny v Dánsku, Belgii a Lucembursku.
Hudební skladatel August Söderman napsal u příležitosti úmrtí Karla XV. smuteční pochod.